# Higginson (Arkansas)
Higginson es un pueblo ubicado en el condado de White en el estado estadounidense de Arkansas. En el Censo de 2010 tenía una población de 621 habitantes y una densidad poblacional de 255,07 personas por km².

## Geografía
Higginson se encuentra ubicado en las coordenadas 35°11′44″N 91°42′52″O / 35.19556, -91.71444. Según la Oficina del Censo de los Estados Unidos, Higginson tiene una superficie total de 2.43 km², de la cual 2.43 km² corresponden a tierra firme y (0%) 0 km² es agua.

## Demografía
Según el censo de 2010, había 621 personas residiendo en Higginson. La densidad de población era de 255,07 hab./km². De los 621 habitantes, Higginson estaba compuesto por el 89.05% blancos, el 1.77% eran afroamericanos, el 0.48% eran amerindios, el 0.97% eran asiáticos, el 0% eran isleños del Pacífico, el 5.15% eran de otras razas y el 2.58% pertenecían a dos o más razas. Del total de la población el 7.25% eran hispanos o latinos de cualquier raza.